# 甲山部屋
甲山部屋（かぶとやまべや）は、かつて日本相撲協会に所属していた時津風一門の相撲部屋。

## 沿革
1945年11月後に引退した双葉山道場所属の元前頭3枚目・小松山貞造が8代甲山を襲名した。8代甲山は1946年（昭和21年）11月のみ部屋を経営したが、その後は再興された井筒部屋付きの年寄として後進の指導にあたった。
その跡を継いだのは、1972年（昭和47年）9月場所限りで引退した井筒部屋（前4・星甲）所属の元前頭筆頭・大雄である。元・大雄は年寄・陸奥を経て9代甲山を襲名し、井筒部屋→陸奥部屋の部屋付き親方として後進の指導にあたっていたが、長男の星大佑（後に江戸葵を経て、龍甲に改名）が1988年（昭和63年）3月に大相撲へ入門したのを機に、1989年（平成元年）5月1日付で江戸葵を連れて陸奥部屋から分家独立して文京区本郷に甲山部屋を創設した。文京区に置かれた相撲部屋としては平成以後では初めてのことである。
しかし関取を育てることができず、2002年（平成14年）7月場所を最後に所属力士がすべて引退し、甲山部屋は消滅した。9代甲山自身も当時佐渡ヶ嶽部屋に所属していた準年寄・琴錦（現・19代朝日山）に年寄名跡・甲山を譲渡して退職する予定でいたが、甲山名跡が一門外に流出することを防止するため、同じ時津風一門で甲山名跡を将来買い取ることとし、9代甲山は湊部屋（小結・豊山）に移籍して湊部屋所属の部屋付き親方となり、2005年（平成17年）5月に停年退職をした。甲山の名跡はその後、一門の伊勢ノ海部屋の部屋付き親方であった準年寄・大碇が取得・襲名し現在に至っている。

## 最終所在地
- 東京都文京区本郷5-19-7
- 東京メトロ丸ノ内線本郷三丁目駅徒歩5分

## 師匠
- 7代：甲山權藏（かぶとやま ごんぞう、十3・小田ノ山）
- 8代：甲山和正（かぶとやま かずまさ、前3・小松山、石川）
- 9代：甲山雅春（かぶとやま まさはる、前1・大雄、鹿児島）

## 旧・甲山部屋
年寄・7代甲山を襲名していた宮城野部屋所属の元十両3枚目・小田ノ山権藏が、1935年（昭和10年）5月に独立して甲山部屋を創設したが、1943年（昭和18年）1月に横綱・双葉山の興した双葉山道場に弟子を譲って部屋を閉じている。